# CEV Challenge Cup (damer)
CEV Challenge Cup är en årlig europeisk klubbtävling arrangerad av Confédération Européenne de Volleyball (CEV). Tävlingen är den tredje högst rankade efter CEV Champions League och CEV Cup. Tävlingen spelades för första gången 1980. Fram till 2007 kallades den CEV Cup
, samtidigt som den tävling som nu heter CEV Cup hade andra namn (Top Teams Cup och cupvinnarecupen).

## Resultat

### CEV Cup
| Upplaga | Segrare                        | Matchresultat | Tvåa                           | Trea                             |
| ------- | ------------------------------ | ------------- | ------------------------------ | -------------------------------- |
| 1980–81 | SV Lohhof                      |               | Mobili Cecina                  | VC Wiesbaden                     |
| 1981–82 | USC Münster                    |               | Lions Baby Ancona              | Orbis Orion                      |
| 1982–83 | SG JDZ Feuerbach               |               | Pallavolo Cecina               | TG Rüsselsheim                   |
| 1983–84 | Victoria Vill. Bari            |               | VIC Modena                     | SG JDZ Feuerbach                 |
| 1984–85 | Viktoria Augsburg              |               | Victoria Vill. Bari            | Parma Lynx                       |
| 1985–86 | Nelsen Reggio Emilia           |               | SG JDZ Feuerbach               | OK Röda stjärnan Belgrad         |
| 1986–87 | Civ e Civ Modena               |               | USC Münster                    | Yoghi Ancona                     |
| 1987–88 | Yoghi Ancona                   | 3–2           | Braglia Ceramica Reggio Emilia | Emlakbank SK                     |
| 1988–89 | Braglia Ceramica Reggio Emilia | 3–0           | Slavia Praha                   | 1. VC Schwerte                   |
| 1989–90 | VK Orbita-ZTMK-ZNU             | 3–1           | Bayern Lohhof                  | Rapid Bucarest                   |
| 1990–91 | Pescopagano Matera             | 3–0           | Braglia Ceramica Reggio Emilia | Vakıfbank Ankara                 |
| 1991–92 | Pescopagano Matera             | 3–0           | AS Volley Modena               | Vakıfbank Ankara                 |
| 1992–93 | Colli Aniene Rome              | 3–1           | Eczacıbaşı sk                  | Yunesis Ekaterinburg             |
| 1993–94 | USC Münster                    | 3–1           | Impresem Agrigento             | Iskra Lugansk                    |
| 1994–95 | Ecoclear Sumirago              | 3–0           | VK Orbita-ZTMK-ZNU             | RCF Villebon                     |
| 1995–96 | USC Münster                    | 3–1           | Emlakbank SK                   | Rossy Moscow                     |
| 1996–97 | Alpam Roma                     | 3–2           | Romanelli Firenze              | Galatasaray                      |
| 1997–98 | Cermagica Reggio Emilia        | 3–0           | Medinex Reggio Calabria        | PTT Mulhouse                     |
| 1998–99 | Centro Ester Napoli            | 3–0           | Iskra Luhansk                  | Uraltransbank Jekaterinburg      |
| 1999–00 | Medinex Reggio Calabria        | 3–1           | Vicenza Volley                 | Vakıfbank Güneş Sigorta Istanbul |
| 2000–01 | Cividini Vicenza               | 3–0           | Foppapedretti Bergamo          | Pallavolo Sirio Perugia          |
| 2001–02 | Edison Volley Modena           | 3–1           | Marine Consulting Ravenna      | Balakovskaia Balakovo            |
| 2002–03 | Asystel Volley Novara          | 3–0           | Hotel Cantur Las Palmas        | Pallavolo Sirio Perugia          |
| 2003–04 | Foppapedretti Bergamo          | 3–2           | Vini Monteschiavo Jesi         | Caja de Ávila                    |
| 2004–05 | Pallavolo Sirio Perugia        | 3–0           | Balakovskaia AES Balakovo      | Vini Monteschiavo Jesi           |
| 2005–06 | Scavolini Pesaro               | 3–1           | Bigmat Kerakoll Chieri         | Universidad Burgos               |
| 2006–07 | Pallavolo Sirio Perugia        | 3–0           | VK Zaretje Odintsovo           | Sant'Orsola Asystel Novara       |

### CEV Challenge Cup[4]
| Upplaga | Vinnare                           | Matchresultat                     | Två                               | Treor / semifinalister                        |
| ------- | --------------------------------- | --------------------------------- | --------------------------------- | --------------------------------------------- |
| 2007–08 | VakıfBank Güneş Istanbul          | 3–2                               | Infoplus Minetti Imola            | Dresdner SC                                   |
| 2008–09 | Vini Monteschiavo Jesi            | 3–0                               | Panathinaikos Athlitikos Omilos   | VK Leningradka                                |
| 2009–10 | Dresdner SC                       | 3–1                               | Asterix Kieldrecht                | Galatasaray                                   |
| 2010–11 | Azerrail Baku                     | 3–1, 3–1                          | Lokomotiv Baku                    | Igtisadchi Baku Uralochka-NTMK Jekaterinburg  |
| 2011–12 | Lokomotiv Baku                    | 2–3, 3–2 (GS 15–13)               | VC Baku                           | VDK Gent Dames VfB Suhl                       |
| 2012–13 | Dinamo Krasnodar                  | 3–2, 1–3 (GS 15–8)                | Rebecchi Nordmeccanica Piacenza   | VT Aurubis Hamburg LP Viesti Salo             |
| 2013–14 | VK Zaretje Odintsovo              | 3–2, 3–1                          | Beşiktaş                          | ASPTT Mulhouse Impel Wrocław                  |
| 2014–15 | Bursa BBSK                        | 0–3, 3–1 (GS 15–11)               | Uralochka-NTMK Jekaterinburg      | Schweriner SC VK Chimik                       |
| 2015–16 | CSM București                     | 3–1, 3–1                          | İdmanocağı SK                     | Bursa BBSK VK Zaretje Odintsovo               |
| 2016–17 | Bursa BBSK                        | 2–3, 3–0                          | Olympiakos SFP                    | Schweriner SC Jenisej Krasnojarsk             |
| 2017–18 | Olympiakos SFP                    | 2–3, 3–1                          | Bursa BBSK                        | Dinamo Krasnodar VB Nantes                    |
| 2018–19 | Saugella Monza                    | 3–0, 3–1                          | Aydın BBSK                        | Le Cannet-Rocheville Gen-I Volley Nova Gorica |
| 2019–20 | Avbruten p.g.a. COVID-19-pandemin | Avbruten p.g.a. COVID-19-pandemin | Avbruten p.g.a. COVID-19-pandemin | Avbruten p.g.a. COVID-19-pandemin             |
| 2020–21 | Yeşilyurt Istanbul                | 3–0, 3–0                          | CSM Volei Alba Blaj               | Türk Hava Yolları SK Kaposvári Női RC         |
| 2021–22 | Savino Del Bene Scandicci         | 3–0, 3–0                          | CV Haris                          | OK Tent Aydın BBSK                            |
| 2022–23 | Chieri '76 Volleyball             | 3–0, 3–0                          | CSM Lugoj                         | OK Jedinstvo Stara Pazova VfB 91 Suhl         |
| 2023–24 | AGIL Volley                       | 3–0, 3–1                          | Neptunes de Nantes                | Nilüfer BSK VC Wiesbaden                      |
| 2024–25 | Roma Volley Club                  | 3–2, 3–1                          | Chieri '76 Volleyball             | Galatasaray SK SC Potsdam                     |

Not: Matchen om tredjepris avskaffades 2010. Kolumnen "Treor / semifinalister" visar förlorande semifinalister från och med 2010/11-års upplaga

## Titlar per klubb
| Nr | Klubb                     | Titlar | Tvåa | Vunna upplagor            |
| -- | ------------------------- | ------ | ---- | ------------------------- |
| 1  | Pallavolo Reggio Emilia   | 3      | 2    | 1985–86, 1988–89, 1997–98 |
| 2  | USC Münster               | 3      | 1    | 1981–82, 1993–94, 1995–96 |
| 3  | Volley Modena             | 2      | 2    | 1986–87, 2001–02          |
| 4  | Bursa BBSK                | 2      | 1    | 2014–15, 2016–17          |
| 5  | PVF Matera                | 2      |      | 1990–91, 1991–92          |
| 5  | Colli Aniene              | 2      |      | 1992–93, 1996–97          |
| 5  | Pallavolo Sirio Perugia   | 2      |      | 2004–05, 2006–07          |
| 5  | AGIL Volley               | 2      |      | 2002–03, 2023–24          |
| 9  | Vicenza Volley            | 1      | 2    | 2000–01                   |
| 10 | SV Lohhof                 | 1      | 1    | 1980–81                   |
| 10 | CJD Feuerbach             | 1      | 1    | 1982–83                   |
| 10 | Amatori Volley Bari       | 1      | 1    | 1983–84                   |
| 10 | VK Orbita-ZTMK-ZNU        | 1      | 1    | 1989–90                   |
| 10 | Virtus Reggio Calabria    | 1      | 1    | 1999–00                   |
| 10 | Volley Bergamo            | 1      | 1    | 2003–04                   |
| 10 | Vini Monteschiavo Jesi    | 1      | 1    | 2008–09                   |
| 10 | Lokomotiv Baku            | 1      | 1    | 2011–12                   |
| 10 | VK Zaretje Odintsovo      | 1      | 1    | 2013–14                   |
| 10 | Olympiakos SFP            | 1      | 1    | 2017–18                   |
| 10 | Chieri '76 Volleyball     | 1      | 1    | 2022–23                   |
| 21 | TG Viktoria Augsburg      | 1      |      | 1984–85                   |
| 21 | GS Brogliaccio            | 1      |      | 1987–88                   |
| 21 | Pallavolo Sumirago        | 1      |      | 1994–95                   |
| 21 | Centro Ester Pallavolo    | 1      |      | 1998–99                   |
| 21 | Scavolini Pesaro          | 1      |      | 2005–06                   |
| 21 | VakıfBank SK              | 1      |      | 2007–08                   |
| 21 | Dresdner SC               | 1      |      | 2009–10                   |
| 21 | Azerrail Baku             | 1      |      | 2010–11                   |
| 21 | VK Dinamo Krasnodar       | 1      |      | 2012–13                   |
| 21 | CSM București             | 1      |      | 2015–16                   |
| 21 | Saugella Monza            | 1      |      | 2018–19                   |
| 21 | Yeşilyurt Istanbul        | 1      |      | 2020–21                   |
| 21 | Savino Del Bene Scandicci | 1      |      | 2021–22                   |
| 21 | Roma Volley Club          | 1      |      | 2024–25                   |

## Titlar per land
Kommentarer:
1. För att vara historiskt korrekt används det land som klubben låg inom vid respektive mästerskap.
2. Kolumnen "Trea" omfattar resultat fram till 2010, eftersom det sedan dess inte spelas någon match om tredjepris.
| Nr | Land            | Vinnare | Tvåa | Trea | Totalt |
| -- | --------------- | ------- | ---- | ---- | ------ |
| 1  | Italien         | 26      | 19   | 6    | 51     |
| 2  | Turkiet         | 4       | 6    | 6    | 16     |
| 3  | Västtyskland    | 4       | 2    | 4    | 10     |
| 4  | Tyskland        | 3       | 1    | 1    | 5      |
| 5  | Ryssland        | 2       | 3    | 5    | 10     |
| 6  | Azerbajdzjan    | 2       | 2    | -    | 4      |
| 7  | Rumänien        | 1       | 2    | 1    | 3      |
| 8  | Grekland        | 1       | 2    | -    | 3      |
| 9  | Sovjetunionen   | 1       | -    | -    | 1      |
| 10 | Spanien         | -       | 2    | 2    | 4      |
| 11 | Ukraina         | -       | 2    | 1    | 3      |
| 12 | Frankrike       | -       | 1    | 2    | 3      |
| 13 | Belgien         | -       | 1    | -    | 1      |
| 13 | Tjeckoslovakien | -       | 1    | -    | 1      |
| 15 | Nederländerna   | -       | -    | 1    | 1      |
| 15 | Jugoslavien     | -       | -    | 1    | 1      |

## Mest värdefulla spelareper upplaga
- 2000–01 –  Małgorzata Glinka (POL)
- 2001–02 –
- 2002–03 –  Cristina Pîrv (ROM)
- 2003–04 –  Lyubov Sokolova (RUS)
- 2004–05 –  Dorota Świeniewicz (POL)
- 2005–06 –  Simona Rinieri (ITA)
- 2006–07 –  Simona Gioli (ITA)
- 2007–08 –  Aysun Özbek (TUR)
- 2008–09 –  Simona Rinieri (ITA)
- 2009–10 –  Saskia Hippe (GER)
- 2010–11 –  Polina Rahimova (AZE)
- 2011–12 –  Nancy Metcalf (USA)
- 2012–13 –  Marina Marjuchnitj (UKR)
- 2013–14 –  Natalia Malykh (RUS)
- 2014–15 –  Meryem Boz (TUR)
- 2015–16 –  Jelena Blagojević (SRB)
- 2016–17 –  Özge Kirdar (TUR)
- 2017–18 –  Styliani Christodoulou (GRE)
- 2018–19 –  Anne Buijs (NED)
- 2019–20 – tävlingen avbruten p.g.a. pandemi
- 2020–21 –  Alexia Căruțașu (ROM)
- 2021–22 –  Ekaterina Antropova (ITA)[8]
- 2022–23 –
- 2023–24 –  Vita Akimova (RUS)[9]
- 2024–25 –  Anna Adelusi (ITA)[10]